# Min Aung Hlaing
Min Aung Hlaing (in birmano: မင်းအောင်လှိုင်; Tavoy, 3 luglio 1956) è un generale e politico birmano, attuale Primo ministro della Birmania, comandante in capo delle Forze armate della Birmania dal 2011.
Il 1º febbraio 2021 è stato proclamato Presidente del Consiglio di Amministrazione dello Stato (l'organo esecutivo della giunta militare) dopo che l'esercito ha destituito il presidente Win Myint e la consigliera di Stato Aung San Suu Kyi attraverso un colpo di Stato col quale è stato imposto lo stato di emergenza.

## Biografia
Min Aung Hlaing è nato nel 1956 a Tavoy, Birmania. Suo padre, Thaung Hlaing, è un ex ingegnere civile presso il Ministero delle Costruzioni. Nel 1972 è entrato al BEHS 1 Latha di Rangoon (ora Yangon) e ha frequentato e studiato legge alla Rangoon Arts and Science University dal 1973 al 1974. Fu ammesso alla Defense Services Academy nel 1974 al suo terzo tentativo, dove si laureò. Secondo i compagni di classe, Min Aung Hlaing era taciturno e un cadetto insignificante. Secondo quanto riferito, è stato evitato dai compagni di classe a causa della sua personalità riservata.

## Carriera militare
Dopo la laurea, Min Aung Hlaing continuò a servire in diverse posizioni di comando. All'inizio della carriera, i colleghi militari gli hanno dato un soprannome riferendosi alle feci di gatto. Mentre passava di grado, Min Aung Hlaing si guadagnò la reputazione di sostenitore della linea dura. Il suo lavoro militare gli valse il favore del generale senior Than Shwe. Aveva uno stile di comando da "big man", non favorevole alla collaborazione o all'ascolto.
Nel 2002, è stato promosso comandante del Triangle Region Command nello Stato dello Shan Orientale ed è stato una figura centrale nei negoziati con due gruppi ribelli, l'Esercito dello Stato di United Wa (UWSA) e l'Esercito dell'Alleanza Democratica Nazionale (NDAA). Min Aung Hlaing sarebbe stato vicino all'ex primo ministro thailandese Prem Tinsulanonda, considerandolo come una figura paterna.
Min Aung Hlaing ha sostenuto il giro di vite militare della rivoluzione dello zafferano nel 2008. È salito alla ribalta nel 2009 dopo aver condotto un'offensiva contro l'esercito insurrezionale dell'Alleanza Democratica delle Nazionalità del Myanmar a Kokang. Nel giugno 2010, Min Aung Hlaing ha sostituito il generale Shwe Mann come capo di stato maggiore congiunto dell'esercito, della marina e dell'aeronautica.

### Colpo di Stato militare
Nel novembre 2020, Min Aung Hlaing ha effettuato una serie di commenti pubblici che hanno messo in discussione la legittimità delle prossime elezioni del 2020, in potenziale violazione della legge sul personale dei servizi civili. Il 5 novembre, il Tatmadaw ha dichiarato che il rango di Min Aung Hlaing è equivalente a quello di Vice Presidente del Myanmar. Dopo aver votato alle elezioni del 2020, Min Aung Hlaing ha promesso di accettare i risultati elettorali che hanno però visto NLD perdere moltissimo rispetto al 2015, rendendo inutili le ambizioni politiche di Min Aung Hlaing. In risposta, i militari hanno iniziato a intensificare le accuse di frode elettorale e irregolarità, presentando denunce formali alla commissione elettorale dell'Unione. Il 27 gennaio 2021, Min Aung Hlaing ha pubblicamente osservato che non avrebbe potuto escludere un colpo di Stato e l'abolizione della Costituzione se le accuse di frode elettorale durante le elezioni non fossero state affrontate in modo adeguato. Questi commenti hanno suscitato molta preoccupazione per un altro potenziale colpo di stato nel paese. Il giorno seguente, la Commissione elettorale dell'Unione ha rilasciato una dichiarazione che respingeva le affermazioni di frode elettorale, citando la mancanza di prove presentate per corroborare tali affermazioni. Il 29 gennaio, i militari hanno comunque rilasciato dichiarazioni con cui si impegnavano a proteggere e rispettare la Costituzione.
Il 1º febbraio 2021, Min Aung Hlaing ha guidato il colpo di Stato in Myanmar, un giorno prima che i membri del parlamento democraticamente eletti prestassero giuramento come membri dell'Assemblea dell'Unione. Il giorno seguente, ha istituito il Consiglio di Amministrazione dello Stato come organo di governo ad interim del Paese.
Sei mesi dopo il colpo di stato, il 1º agosto 2021, Min Aung Hlaing sostituì il Consiglio di Amministrazione dello Stato con un governo di transizione e si affermò come primo ministro del paese.

### Violente repressioni
Da allora sono iniziate in varie città del Paese una serie di manifestazioni pacifiche di giovani birmani che in segno di protesta contro il colpo di stato alzano tre dita della mano (simbolo preso dalla serie Hunger Games) come fanno i loro compagni a Taiwan, Hong Kong, Thailandia. A quattro settimane dal golpe, la repressione più crudele: soldati e polizia hanno sparato in diverse città (Yangon, Pegu, Naypyidaw, Pakokku) sulla folla inerme causando almeno 18 morti e decine di feriti. Un centinaio gli arresti. Il segretario di Stato americano, Antony Blinken, ha scritto su Twitter: "Repressione abominevole".
I massacri sono continuati nonostante Min Aung Hlaing sia stato sanzionato dalla Unione europea. Il 27 marzo, giorno della Festa delle Forze Armate, la repressione più sanguinosa con oltre cento morti tra cui anche bambini. Mentre Min Aung Hlaing ha detto davanti alle truppe in parata e in diretta tv che "il terrorismo è inaccettabile e le Forze Armate continueranno a proteggere il popolo", nel Paese i soldati hanno invece continuato a sparare e ad uccidere (anche di spalle). Una violenza ripresa di nascosto dalle telecamere è stata postata sui social.

### Genocidio Rohingya
L'UNHRC, il Consiglio delle Nazioni Unite per i diritti umani, ha riferito che i soldati di Min Aung Hlaing hanno deliberatamente preso di mira civili negli Stati settentrionali del Myanmar e hanno commesso discriminazioni sistemiche e violazioni dei diritti umani contro le comunità minoritarie nello Stato di Rakhine. In particolare, è stato accusato di pulizia etnica contro il popolo Rohingya. Queste violazioni dei diritti umani potrebbero equivalere a genocidio, crimini contro l'umanità e crimini di guerra.
Come comandante in capo dell'esercito del Myanmar, Min Aung Hlaing è accusato di aver condotto operazioni contro i Rohingya con intento genocida.
Facebook ha bandito Min Aung Hlaing dalla sua piattaforma insieme ad altri 19 alti funzionari e organizzazioni birmane per prevenire ulteriori accese tensioni etniche e religiose in Myanmar. Questa azione ha fatto seguito al rapporto di un'indagine delle Nazioni Unite secondo cui alcuni leader militari in Myanmar sarebbero stati indagati e perseguiti per genocidio per un giro di vite contro i musulmani Rohingya. Twitter lo ha successivamente bandito il 16 maggio 2019.
Il 17 marzo 2019, Kyaw Zaw Oo, un deputato arakanese, ha pubblicato una lettera aperta bilingue a Min Aung Hlaing su molte violazioni di Tatmadaw nello Stato di Rakhine, colpendo vite, proprietà civili e danneggiando anche alcuni edifici del patrimonio culturale.
Nel luglio 2019, il governo degli Stati Uniti gli ha vietato di viaggiare negli Stati Uniti. Nel dicembre 2020, ha congelato i beni con sede negli Stati Uniti di Min Aung Hlaing e ha criminalizzato le transazioni finanziarie tra lui e chiunque nel Paese americano.